# ماجد الحلو
ماجد عطا ذياب الحلو (وُلد في 16 ديسمبر 1968 في حزما) سياسي فلسطيني وأحد أعضاء حركة فتح ومجلسها الثوري. يشغل منذ 25 يوليو 2013 منصب رئيس هيئة التقاعد الفلسطينية، وفي 1 نوفمبر 2020 كُلف قائمًا بأعمال رئيس مجلس إدارة هيئة التقاعد الفلسطينية. وهو عضو في مجلس إدارة البنك الإسلامي الفلسطيني. وهو رئيس مجلس إدارة شركة تمكين للتأمين.
في 4 ديسمبر 2016 فازَ بانتخابات المجلس الثوري لحركة فتح والتي عُقدت أثناء المؤتمر السابع للحركة وصار عضوًا فيه.